# DBTRG-05MG
DBTRG-05MG是人類腦膠質母細胞瘤細胞系，最初是分離自一名59歲已接受化療的人類女性多形性膠質母細胞瘤患者。DBTRG-05MG細胞的核型是近四倍體，大多數的細胞缺失10號染色體的拷貝，並且具有7號染色體的額外拷貝。
DBTRG-05MG細胞對血小板衍生生長因子、神經元黏附分子、神經膠質原纖維酸性蛋白及人類白血球抗原第二類分子呈現陰性反應，並且在p53腫瘤抑制蛋白中，沒有檢測到雜合性丟失。

## 科研用途
有科研人員指出1-丁烯觸發p53蛋白依賴性和非依賴性凋亡途徑，不僅抑制皮下大鼠腫瘤和人類腦部腫瘤的生長，而且減少了原位膠質母細胞瘤腫瘤的體積，從而顯著延長存活率。這表明1-丁烯可以作為新的抗腦腫瘤藥物。有研究指出熊果酸能有效逆轉替莫唑胺的耐藥性，並且降低DBTRG-05MG細胞的活性，然而熊果酸未能刺激細胞凋亡和自噬相關的信號網絡。熊果酸引起的反應是伴隨着活性氧類與鈣離子的產生、穀胱甘肽的消耗，以及粒線體膜電位與三磷酸腺苷的下降。

## 外部連結
- Cellosaurus entry for DBTRG-05MG（页面存档备份，存于）